# Блогосфера
Блогосфе́ра (від англ. blogosphere) — термін, побудований аналогічно терміну «ноосфера» і йому подібним, що означає сукупність всіх блогів як спільноту або ж соціальну мережу. Десятки мільйонів блогів, що існують в світі, зазвичай тісно пов'язані між собою, блогери читають і коментують один одного, посилаються один на одного і таким чином створюють свою субкультуру.[джерело?]
Поняття блогосфери робить наголос на одну з основних відмінностей блогів від звичайних вебсторінок та інтернет-форумів: пов'язані між собою блоги можуть становити собою динамічну всесвітню інформаційну оболонку.
Блогосфера є важливим середовищем вивчення суспільної точки зору та культурних мемів, вона часто береться до уваги в академічних і неакадемічних роботах, де вивчаються сучасні глобальні соціальні тенденції.[джерело?]

## Історія терміна
Уперше англійське слово blogosphere жартома вжив Бред Грехем 10 вересня 1999 року, його фраза звучала так «Goodbye, cyberspace! Hello, blogiverse! Blogosphere? Blogmos?».
Згодом, на початку 2002 року термін був уведений в обіг Вільямом Квіком і зараз же ж розповсюдився, спочатку в спільноті воєнних блогів, які проливали світло на американську операцію в Афганістані, а потім за її межами.
Пізніше блогосферу почали умовно розділяти на топову і не топову, в залежності від рейтингів блогів та записів.

## Українська блогосфера
Найпопулярніша платформа серед українських блогерів — це LiveJournal [Архівовано 8 вересня 2008 у Wayback Machine.]. За даними компанії СУП, яка опікується сектором «кириличних» країн на LiveJournal, кількість українських блогів становить близько 100 тисяч. [джерело?]
Окрім того, наявна певна кількість блогів на інших платформах, — англомовних та російських (WordPress.com, Blogger.com, LiveInternet.ru, Diary.ru, Mail.ru); спільнота stand-alone блогерів; та кілька спільнот на українських блогерських платформах (Bigmir.net, Meta.ua, в минулому — Hiblogger.net).
Серед українських інтернет-видань поширена практика створення блогів для своїх авторів та відомих людей, — свої блоги відкрили «Українська правда», «ЛігаБізнесІнформ», «Кореспондент», «Новинар», «Gazeta.ua» тощо. Окрема блогова платформа для своїх прихильників була створена політичною силою «Народна самооборона» Юрія Луценка. [джерело?]
Окрім власне блогів на різноманітних блогохостингах, існує окремий потужний сегмент блогосфери, який прийнято називати автономним (тобто самостійним, незалежним від будь-яких хостингів). Автори автономних блогів зазвичай створюють свої проєкти за допомогою безкоштовних систем управління контентом (Content Management System чи CMS). У лютому 2008 року світ побачив проєкт «Українська блоґосфера» [Архівовано 4 грудня 2020 у Wayback Machine.], покликаний сприяти розвитку автономної ланки української блогосфери. Саме тут блогери мають змогу ознайомитися зі всіма тонкощами створення, підтримки та розвитку своїх автономних проєктів.
З 2016 року інтернет-компанія «AIR» започатковує щорічний фестиваль блогерів та відеокреативу «Videozhara», який вже  у 2018-у проводився у Києві, Львові, Дніпрі, Харкові та Одесі та  збирає близько 500 відомих відеоблогерів та близько десяти тисяч фанатів відеоблогінгу, геймерів, легерів та YouTube-шанувальників різного віку. З 2018-го року запроваджена премія «Блогосфера» за досягнення відеоблогерів у різних номінаціях.
Українська блогосфера стрімко розвивається, демонструючи зростання мультимедійного контенту. Сюди входять текстові блоги, фотоматеріали, подкасти та відеоблоги. За оцінками фахівців, її зростання становить близько 400% щороку. Станом на 2023 рік кількість зареєстрованих блогів в Україні перевищила 1 мільйон.

## Питання етики у блогосфері
Разом із широкою розповсюдженістю блогів у мережі Інтернет починає формуватись особливий підвид комп'ютерної етики — блогерська етика, яка зачіпає питання достовірності інформації, яка публікується, плагіату, дотримання моральних норм. У багатьох країнах приділяється особлива увага вживанню у блогах ненормативної лексики та лайки.

### Проблемні питання блогерської етики
- Правдивість (достовірність) інформації, відповідність фактів, причин та висновків по ним тому, що описується в блозі; суб'єктивність опису;
- Плагіат (авторське право, дозволи на публікацію, посилання на першоджерело)
- Чесність щодо власного авторства (використання найманих професійних блогерів представниками селебрітіз для написання їх «особистих» блогів)
- Застосування принципу іміджбордів «не твоя особиста армія» (недопустимість наклепу, цькування окремих осіб чи груп людей з метою опорочити їх перед загалом, щоб таким чином знизити рейтинг конкурентів чи противників у певній справі)
- Безсторонність точок зору (об'єктивність у висвітленні інформації, відсутність лобіювання особи чи групи осіб)
- Оперативність (блог за визначенням має містити короткий опис події, що на часі у цей момент)
- Принципова відмова від «чорнухи», погоні за сенсаційними чи шокуючими матеріалами
- Повага до чужого приватного життя і неупередженість до обвинувачуваних
- Захист особистої (приватної) інформації
- Відмова від дискримінації за будь-якою (політичною, класовою, національною, расовою, ґендерною, тощо) ознакою
- Відмова від хабарів при висвітленні інформації
- Прийняття лише законних методів збору інформації
- Простота, чіткість і зрозумілість у викладенні матеріалу; відсутність двозначного трактування
- Цензура